# 李·卓文
李·卓文（Lee Chapman，1959年12月5日—）出生於英格蘭林肯，是一名前足球運動員，司職前鋒，生平曾射入超過200個一隊入球。他是前林肯城、維爾港及車士打前鋒（Roy Chapman）的兒子。

## 生平

### 早期
卓文出身史篤城，但卻於外借普利茅夫時獲得處子上陣機會。外借結束返回史篤城後，卓文很快便晉升一隊，於1979年到1982年間上陣99場及射入34球。 
其優良的入球紀錄使他獲得其他甲組豪門球隊的青睞，於1982年8月1日以50萬英鎊轉投阿仙奴。但這次轉會徹底失敗，正步向衰退的阿仙奴內部混亂，領隊泰利·尼爾（Terry Neill）與球員不和，卓文在效力期間只獲得23次上陣及僅射入4球。於1983年12月1日以20萬英鎊加盟新特蘭，追隨曾在史篤城執教的阿倫·杜賓（Alan Durban），惟卓文仍沒有多大發展，於15次上陣只有3球斬獲。當杜賓被解雇後，卓文亦於1984年8月1日以10萬英鎊被賣到由侯活·韋健遜任教的錫周三。
身材高大的卓文非常適合錫周三長傳急衝的打法，重拾射門鞋的卓文於1984年到1988年效力期間上陣149場及射入63球，更是1985/86年、1986/87年及1987/88年連續三季球隊的首席射手。卓文於1988年6月1日以27萬5,000英鎊出國加盟法國小球隊尼奧特（Chamois Niort），而侯活·韋健遜亦於稍後離隊執掌列斯聯。僅3個月後白賴仁·哥洛夫（Brian Clough）即付出40萬英鎊將卓文帶回英格蘭加盟諾定咸森林。加盟當季諾定咸森林獲得聯賽季軍，更贏得列度活士盃（Littlewoods Cup）及施摩盃（Simod Cup）兩項盃賽冠軍，在後者的決賽對愛華頓，卓文射入兩球，於加時後才以4-3險勝奪標。

### 列斯聯
1990年1月10日侯活·韋健遜支付40萬英鎊收購卓文加入當時仍處乙組的領頭羊列斯聯，首半季上陣21場即射入12球，協助球隊順利奪得乙組聯賽冠軍升級甲組。升上頂級聯賽後卓文的射球威力沒有減退，首個完整球季卓文射入多達31球協助球隊獲得聯賽殿軍；翌年卓文亦有20球進帳，而列斯聯亦贏得重組為英超前最後一屆的甲組聯賽冠軍；1992/93年球季首屆英超聯賽，卓文仍有17球斬獲，連續第三年（1990/91年、1991/92年及1992/93年）成為球隊的首席射手，但列斯聯只獲第17位的成績，侯活·韋健遜在季後重組軍容，卓文於1993年8月1日獲准以25萬英鎊轉投甲組〈第二級〉的。

### 晚期
卓文在樸茨茅夫僅1個月，上陣5場及射入兩球，於1993年9月1日即獲升班馬韋斯咸以同樣的25萬英鎊身價邀請返回英超。卓文在韋斯咸的首兩場比賽均取得入球，9月18日首次披甲於聯賽作客對布力般流浪射入一球協助球隊2-0奏凱而回；四日後在聯賽盃首回合主場5-1大勝車士打菲特中梅開二度，首季在聯賽上陣30場及射入7球。翌季開始不受重用，僅獲派10次上陣，沒有入球，卓文被外借到甲組〈第二級〉的修安聯，於1995年1月14日在其唯一上陣作客對甘士比時射入安慰球負1-4。於1月19日以7萬英鎊轉會葉士域治。1996年1月10日卓文獲外借重返列斯聯，在聯賽上陣兩場分別對韋斯咸及利物浦。於3月1日獲准免費轉會到史雲斯直到球季結束。於夏季卓文出國到挪威短暫效力史卓加斯特後結束其球員生涯。

### 私人生活
卓文於1988年娶女演員莱斯莉·艾什（Leslie Ash）為妻，兩人育有兩名兒子祖（Joe）及麥斯（Max），並共同擁有數間餐廳及酒吧。1997年11月卓文因襲擊妻子而被控普通傷人及刑事毀壞，其後獲不起訴。2004年4月莱斯莉因肋骨折斷及肺塌陷而入院，卓文為此而被捕，稍後獲釋及不被起訴，而莱斯莉在接受治療時感染金黄色葡萄球菌，導致腰部以下暫時失去知覺，需要依賴輪椅或手杖協助行動，莱斯莉其後獲賠償500萬英鎊。到6月卓文又因侵襲莱斯莉的妹妹迪比·雅殊（Debbie Ash）而被捕，其後獲准保釋及徹消起訴。

## 榮譽
諾定咸森林
- 英格蘭聯賽盃：1989年；
- 英格蘭足總會員盃：1989年；

列斯聯
- 英格蘭甲組聯賽冠軍：1991/92年；
- 英格蘭乙組聯賽冠軍：1989/90年；

## 外部連結
- 足球数据库：李·卓文的球员统计数据
- leeds-fans.org.uk：李·卓文統計 （页面存档备份，存于）
- chamoisfc79.fr：李·卓文統計
- westhamstats.info：李·卓文統計 （页面存档备份，存于）